# Apanteles epiblemae
Apanteles epiblemae är en stekelart som beskrevs av Muesebeck 1935. Apanteles epiblemae ingår i släktet Apanteles och familjen bracksteklar. Inga underarter finns listade i Catalogue of Life.